# Gabriel Wallmark
Gabriel Wallmark (né le 21 janvier 2002) est un athlète suédois spécialiste du triple saut. 

## Biographie
En 2021, Gabriel Wallmark remporte le titre des championnats d'Europe juniors à Tallinn, puis s'impose lors des championnats du monde juniors à Nairobi où il étébalit un nouevau record de Suède junior avec 16,43 m. Il est sacré champion de Suède 2021 avec la marque de 16,14 m

## Palmarès
| Date | Compétition                   | Lieu    | Résultat | Marque  |
| ---- | ----------------------------- | ------- | -------- | ------- |
| 2021 | Championnats d'Europe juniors | Tallinn | 1er      | 16,39 m |
| 2021 | Championnats du monde juniors | Nairobi | 1er      | 16,43 m |
| 2023 | Championnats d'Europe espoirs | Espoo   | 2e       | 16,24 m |

## Records
| Épreuve     | Épreuve      | Marque  | Lieu    | Date            |
| ----------- | ------------ | ------- | ------- | --------------- |
| Triple saut | En plein air | 16,43 m | Nairobi | 22 août 2021    |
| Triple saut | En salle     | 16,11 m | Uppsala | 13 février 2022 |